# 高雄市政府文化局
高雄市政府文化局（英語：Bureau of Cultural Affairs, Kaohsiung City Government，簡稱高雄市文化局、高市文化局），是高雄市政府所屬一級機關，為高雄市專門負責文化事務的機構，於2003年1月1日成立。

## 歷史
- 1984年7月1日，高雄縣政府成立高雄縣立文化中心，高雄縣政府教育局局長李宜堅兼任高雄縣立文化中心主任，鳳山國父紀念館奉令改隸高雄縣立文化中心。
- 1986年7月1日，高雄縣立社會教育館併入高雄縣立文化中心。
- 1995年10月30日，高雄市政府第665次市政會議，決議同意成立高雄市政府文化局。
- 1996年11月，高雄市議會退回高雄市政府文化局成立案，並責成高雄市政府教育局成立高雄市文化局籌備委員會及舉辦公聽會。
- 1997年2月21日，高雄市文化局籌備委員會成立，並召開第一次會議。
- 1999年3月9日，高雄市政府第834次市政會議決議通過修正《高雄市政府組織自治條例》第六條，增列成立文化局。
- 1999年4月16日，高雄市政府文化局推動小組成立，並召開第一次會議。
- 1999年12月30日，高雄縣立文化中心改制為高雄縣政府文化局。
- 2002年5月16日，高雄市政府第894次市政會議，決議通過《高雄市政府文化局籌備處設置要點》。
- 2002年6月25日，高雄市政府「高市府人一字第0910029550號函」，訂定《高雄市政府文化局籌備處設置要點》。
- 2002年6月28日，高雄市議會第五屆第十一次臨時會，通過成立高雄市政府文化局。
- 2002年7月1日，高雄市政府文化局籌備處成立。
- 2003年1月1日，高雄市政府文化局成立，下設第一科、第二科、第三科、第四科、秘書室、會計室、人事室、政風室、文化中心管理處。
- 2010年12月25日高雄縣市合併，高雄市政府「高市府四維人企字第0990078117號令」訂定發布《高雄市政府文化局組織規程》暨編制表，原高雄縣政府文化局與原高雄市政府文化局業務合併成立高雄市政府文化局[1][2]。

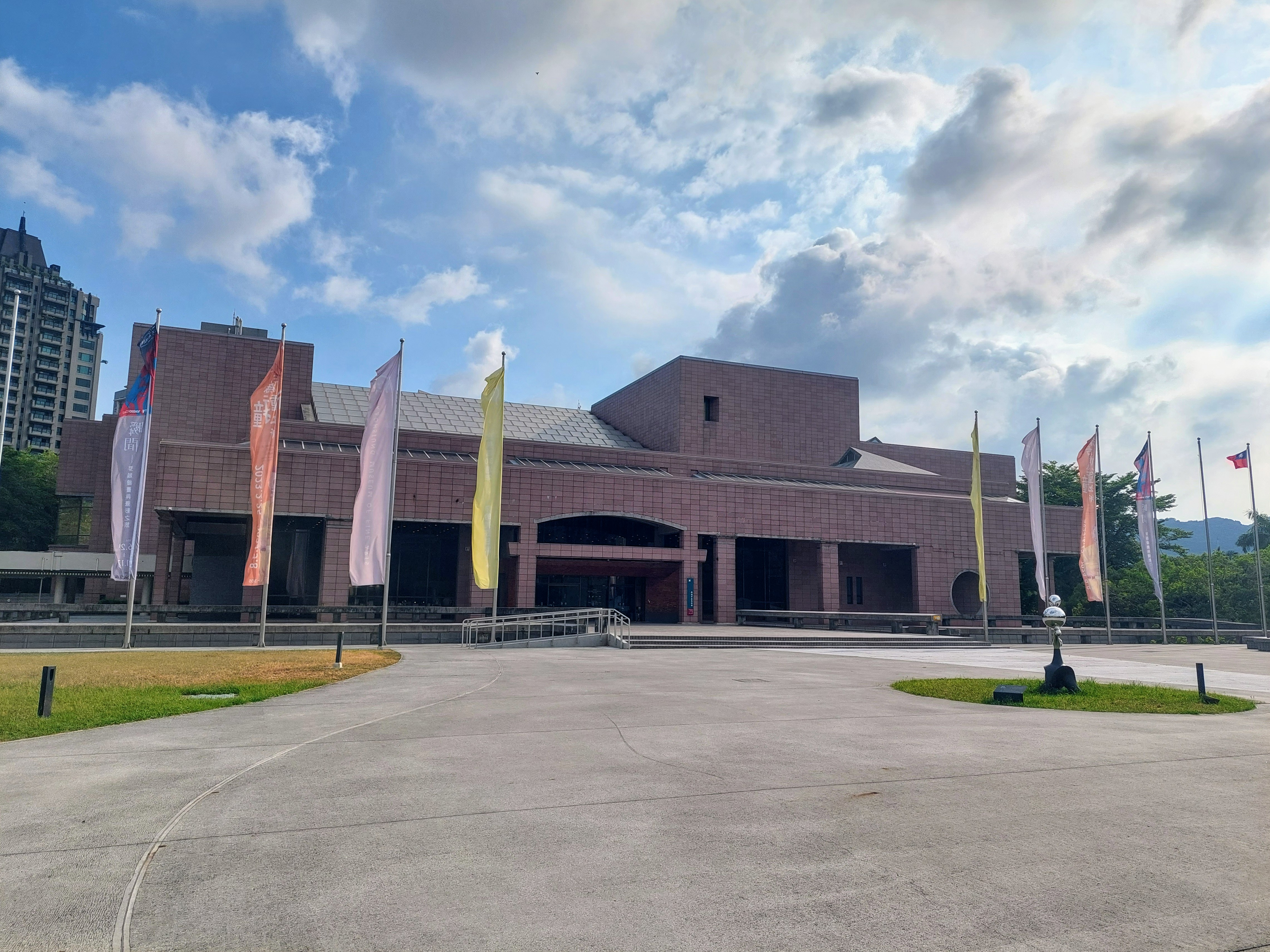
高雄市立美術館外觀

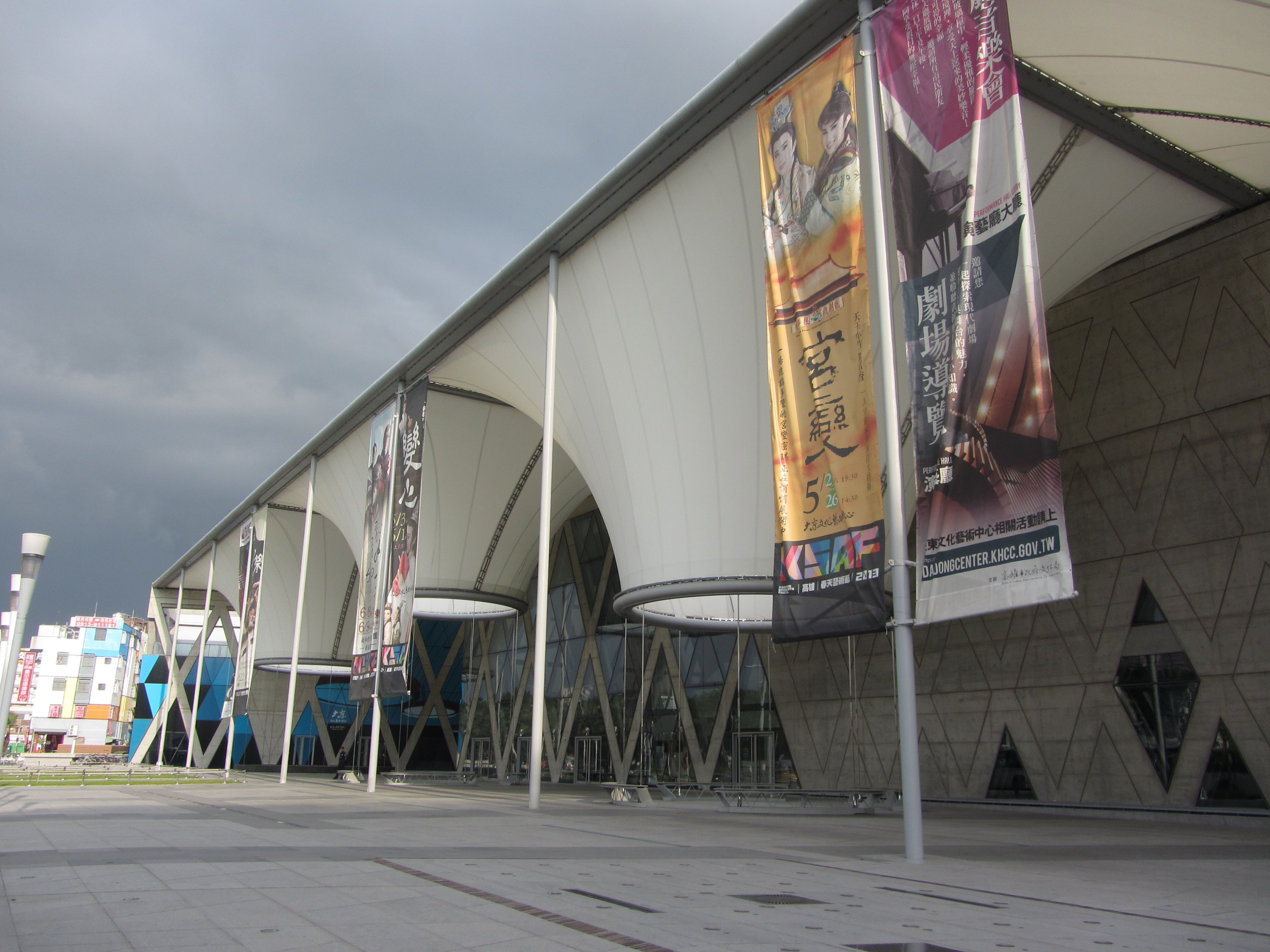
大東文化藝術中心演藝大廳

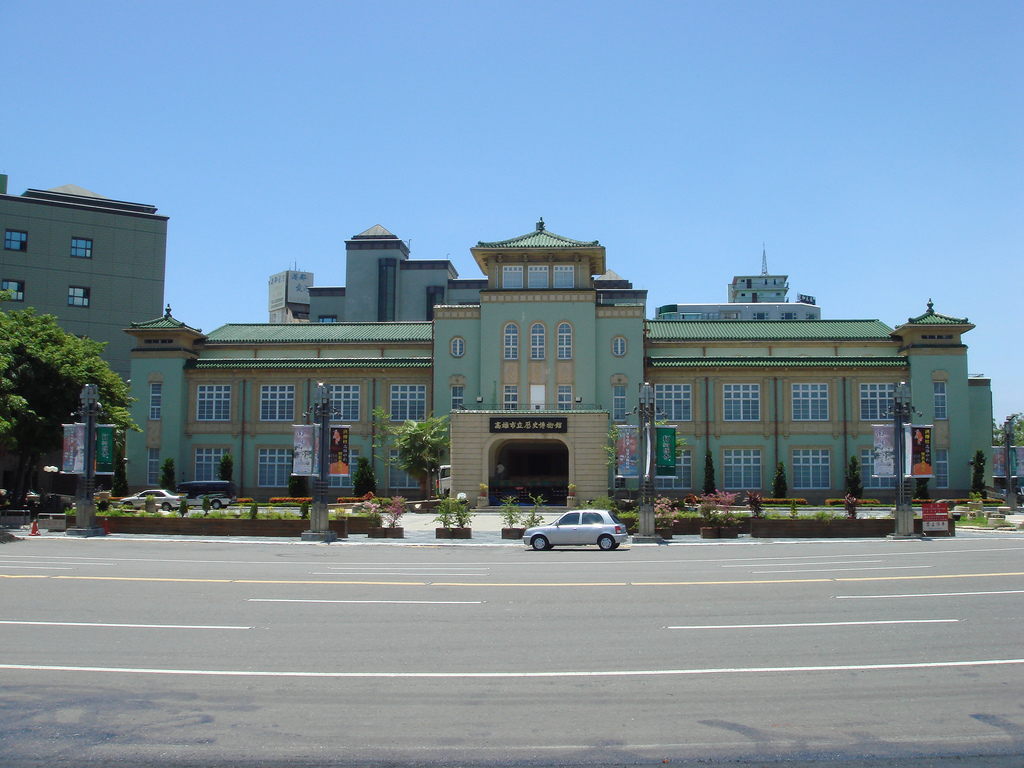
高雄市立歷史博物館建築外觀

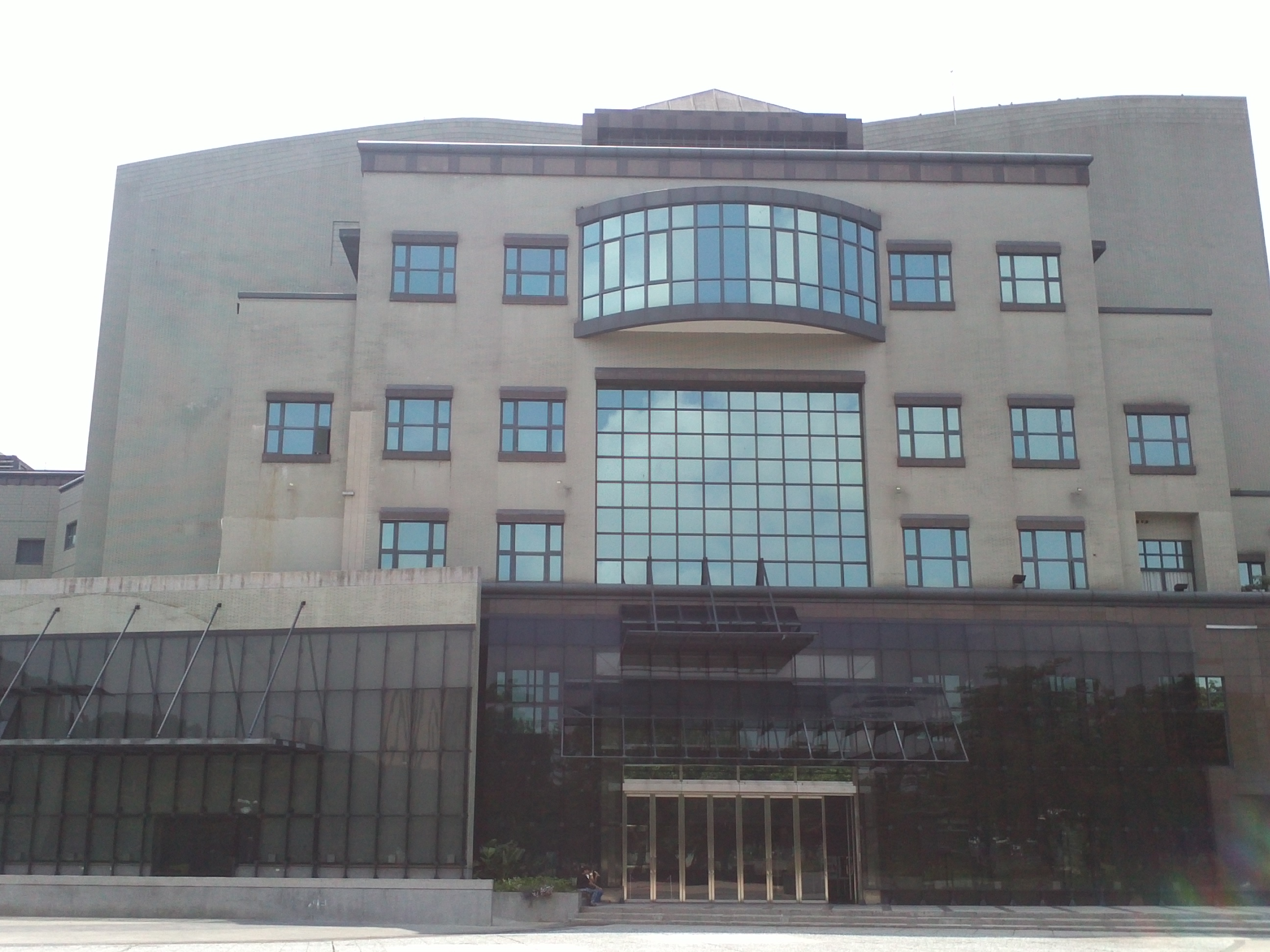
高雄市音樂館

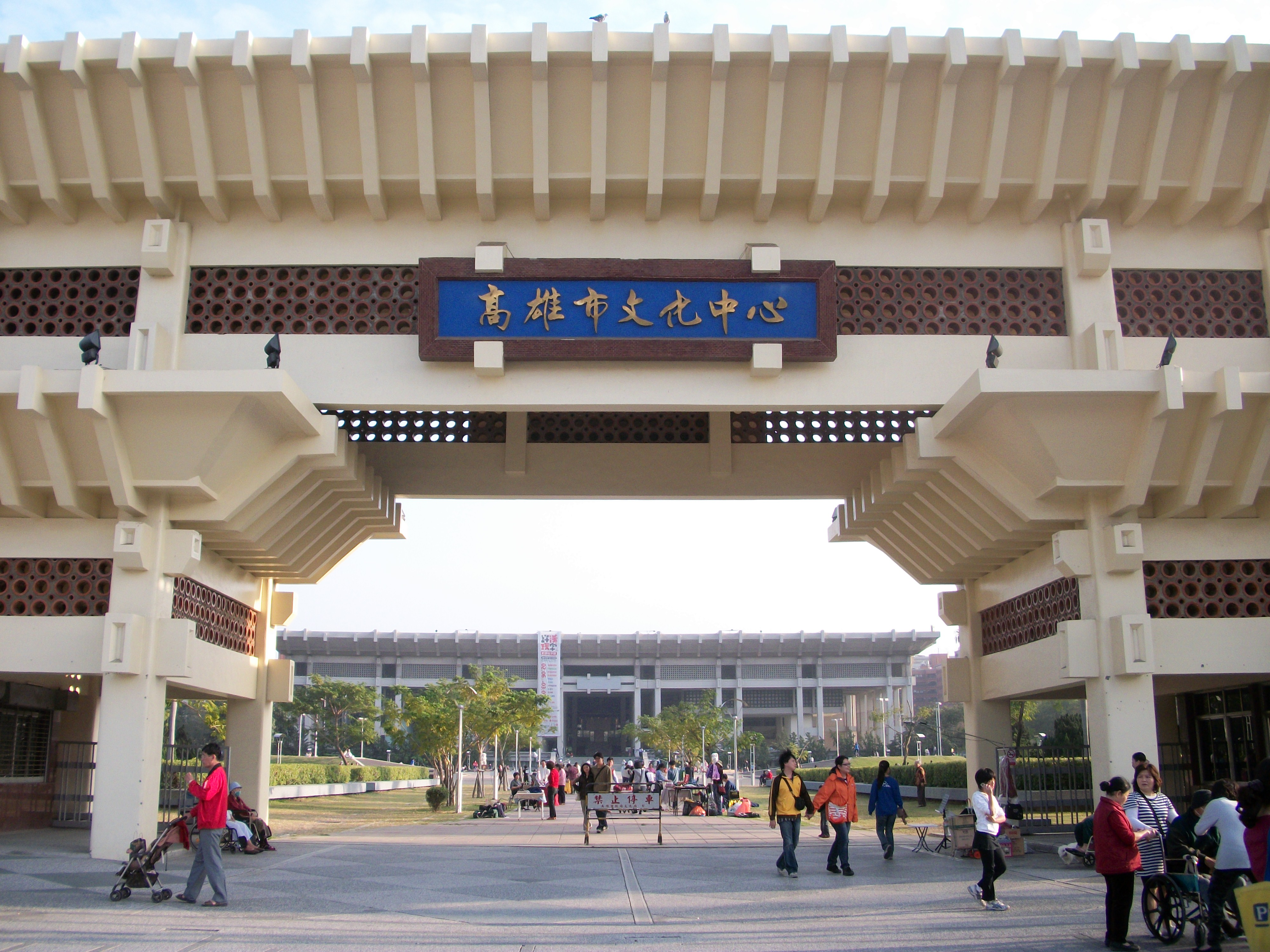
高雄市文化中心正門

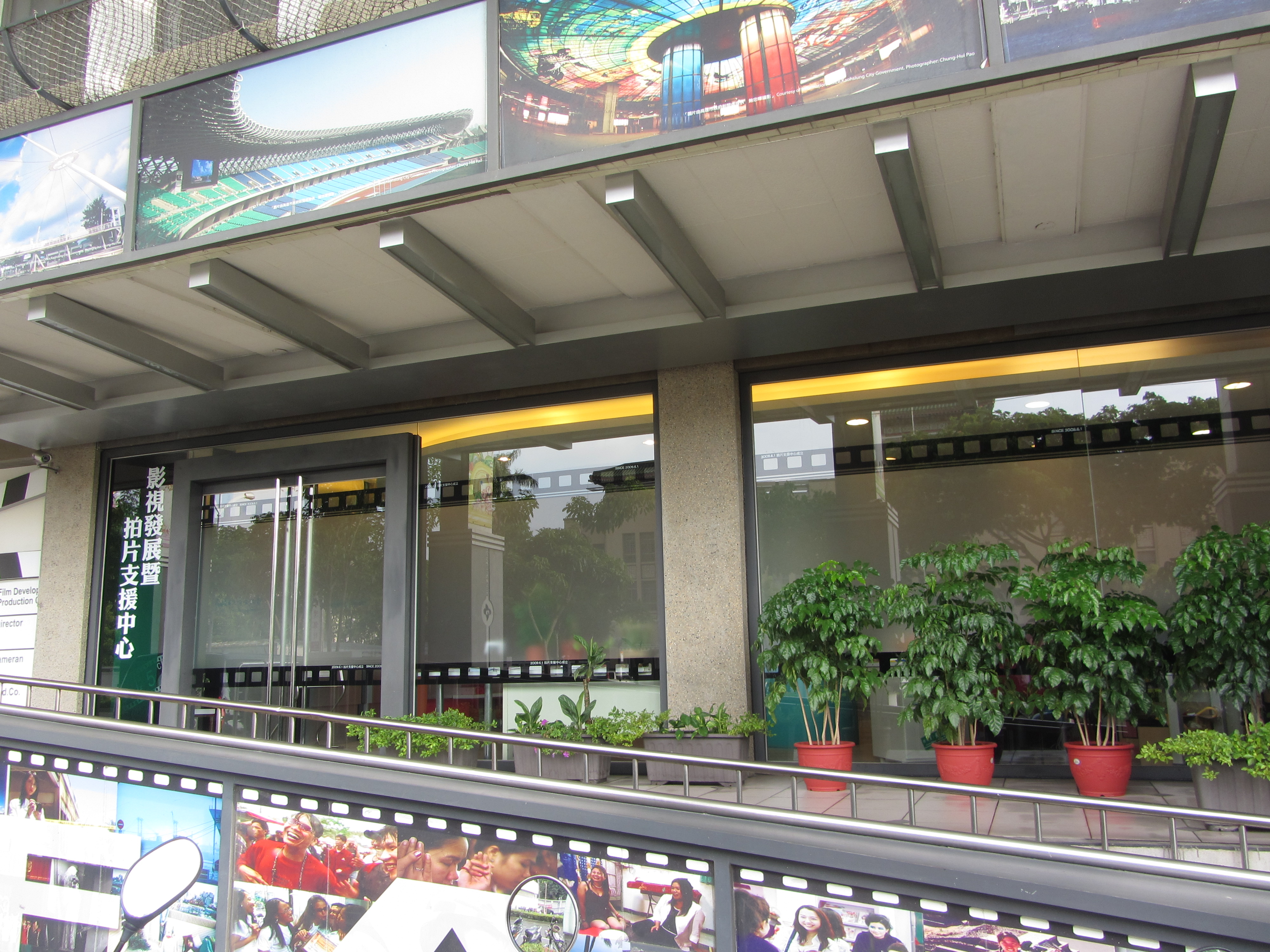
高雄市影視發展暨拍片支援中心

## 組織架構

### 內部單位
- 文化發展中心
- 文化資產中心
- 表演產業中心
- 文創發展中心
- 影視發展暨拍片支援中心
- 新建工程中心
- 文化中心管理處
- 駁二營運中心
- 岡山文化中心
- 秘書室
- 會計室
- 人事室
- 政風室
- 資訊中心（任務編組）

### 相關法人
捐助財團法人
- 高雄市愛樂文化藝術基金會
  - 高雄市交響樂團
  - 高雄市國樂團
- 高雄市文化基金會

行政法人
- 高雄市專業文化機構
  - 高雄市立美術館
  - 高雄市立歷史博物館
  - 高雄市電影館
- 高雄市立圖書館
- 高雄流行音樂中心

## 所轄場館
- 高雄市立美術館
- 高雄市立圖書館
- 高雄文學館
- 高雄市文化中心
- 高雄市音樂館
- 大東文化藝術中心
- 高雄市岡山文化中心
- 駁二藝術特區

## 歷任局長
縣市合併前時期
原高雄縣政府文化局
| 任別         | 姓名   | 任期                        | 備註                     |
| ------------ | ------ | --------------------------- | ------------------------ |
| 第一任(代理) | 王長華 | 1998年8月13日-2001年4月30日 | 高雄縣立文化中心主任代理 |
| 第一任       | 黃燭吉 | 2001年5月1日-2003年7月28日  |                          |
| 第二任       | 施並錫 | 2003年9月1日-2005年1月31日  |                          |
| 第三任       | 吳旭峰 | 2005年2月1日-2008年2月29日  |                          |
| 第四任       | 林倩綺 | 2008年3月1日-2010年3月31日  |                          |
| 代理         | 廖文卿 | 2010年4月1日-2010年4月30日  |                          |
| 第五任       | 陳書芸 | 2010年5月1日-2010年12月24日 |                          |

原高雄市政府文化局
| 任別   | 姓名   | 任期                         | 備註 |
| ------ | ------ | ---------------------------- | ---- |
| 第一任 | 管碧玲 | 2003年1月1日-2004年9月15日   |      |
| 第二任 | 葉景雯 | 2004年9月15日-2005年7月18日  |      |
| 第三任 | 王志誠 | 2005年7月18日-2008年8月21日  |      |
| 代理   | 劉秀梅 | 2008年8月21日-2008年9月23日  |      |
| 第四任 | 史哲   | 2008年9月23日-2010年12月24日 |      |

縣市合併後時期
| 任別   | 姓名   | 任期                         | 備註 |
| ------ | ------ | ---------------------------- | ---- |
| 第一任 | 史哲   | 2010年12月25日-2016年9月12日 |      |
| 代理   | 王文翠 | 2016年9月12日-2016年11月1日  |      |
| 第二任 | 尹立   | 2016年11月1日-2018年11月7日  |      |
| 代理   | 王文翠 | 2018年11月7日-2019年6月17日  |      |
| 第三任 | 林思伶 | 2019年6月17日-2020年6月11日  |      |
| 代理   | 林尚瑛 | 2020年6月14日-2020年8月23日  |      |
| 第四任 | 王文翠 | 2020年8月24日-               |      |

## 外部連結
- 高雄市政府文化局 （页面存档备份，存于）（中文）（英文）